# 越谷市立荻島小学校
越谷市立荻島小学校（こしがやしりつ おぎしましょうがっこう）は、埼玉県越谷市南荻島にある公立小学校。

## 沿革
- 1873年 - 南荻島玉泉院に荻島小学校、西新井西教院に西新井学校を創設
- 1886年4月1日 - 尋常小学校荻島小学校を南荻島玉泉院、分校を西新井西教院に設置
- 1922年3月31日 - 荻島尋常高等小学校に改称
- 1941年4月1日 - 荻島国民学校に改称
- 1947年4月1日 - 荻島村立荻島小学校に改称
- 1954年11月3日 - 越谷町立荻島小学校に改称
- 1957年11月3日 - 越谷市立荻島小学校に改称
- 1968年2月28日 - 校歌制定[1]

## 教育目標
- よく考える子（知）
- 助け合う子（徳）
- やりとおす子（体）[2]

## 通学区域
- 小曽川 - 全域
- 北後谷 - 全域
- 神明町二丁目 - 一部
- 砂原 - 全域
- 長島 - 全域
- 西新井 - 全域
- 野島 - 全域
- 南荻島 - 一部[3]

## 卒業生
- 高橋努 - 政治家
- 河合ゆい - 女優